# Бій на Красному полі
Бій на Красному полі — бій між підрозділами Карпатської України та Угорщини на рівнині Красне Поле 15 березня 1939, поблизу міста Хуст.

## Опис
Українські патріоти Закарпаття, будучи в чуттєвій чисельній меншості, вийшли на бій проти військ Угорщини, знаючи наперед фінал. Сили були занадто нерівними, угорська сторона мала значно більше бійців, українські січовики мали дуже слабке озброєння і майже відсутній військовий вишкіл. Трапилася типова різня.
Подвиг людей, що пішли на смерть за рідну землю, спричинив зміну конотації народної пісні «Плине кача по Тисині», яка до того була журливим епосом закарпатської еміграції в США кінця XIX століття і нині є піснею-реквієм Небесній Сотні.
Бій на Красному Полі є повторенням подвигу героїв Крут. 14 березня 1939 року в Хусті угорськими диверсантами-списоносцями був убитий капітан чехословацького гарнізону. В Хусті почались сутички та стрілянина між залишками чехословацького гарнізону та волошинцями. Того ж дня у парламенті Угорщини оголосили дати вказівку відправити до Хуста посланця з двома ультиматумами. Чеським військовим підрозділам і адміністрації за 24 години залишити  територію Карпатської України, через Румунію яка вже дала згоду. Волошину звільнити  всіх заарештованих угорців, та видати зброю всім угорським організаціям, навіть тим, що діяли нелегально. 15 березня перед боєм чеська армія залишила зброю в окопах за 10 хвилин до закінчення 24 годинного ультиматума. На їх місце в окопи засіли шістнадцяти-сімнадцятирічні семінаристи, які за деякий час підняли руки догори й були розстріляні угорськими кулеметниками . Бій закінчився під вечір.

## Вшанування пам'яті
Поблизу села Рокосова розташовано меморіальний парк «Красне поле», він розміщений між Хустом і Виноградовом. Його було створено на місці трагічної загибелі захисників України.
2009 року парк «Красне поле» було оновлено, він став філіалом Закарпатського обласного краєзнавчого музею.
На честь героїв бою названо Закарпатський обласний ліцей-інтернат з посиленою військово-фізичною підготовкою.
У селі Рокосово вулицю Вакарова перейменували на вулицю Героїв Красного Поля.